# Mali Brezovec
Mali Brezovec is een plaats in de gemeente Gradec in de Kroatische provincie Zagreb. De plaats telt 90 inwoners (2001).